# تاریخ جنایتکارانه مسیحیت
تاریخ جنایتکارانه مسیحیت (آلمانی: Kriminalgeschichte des Christentums) اثر اصلی نویسنده و منتقد کلیساها کارلهاینز دیشنر است که سوء رفتارهای بعمل آمده در دوران گسترش مسیحیت در آن توصیف می‌شود و آنها را با کلیساهای مختلف مسیحی، فرقه‌ها، فرقه‌های مسیحی، تاریخ فرمانروایان مسیحی، و نیز نمایندگان و مسیحیان در طول تاریخ مسیحیت مقایسه می‌کند. این اثر، تمام تاریخ مسیحیت را از ابتدای کتاب مقدس تا کنون در برمی گیرد و در ده جلد در سال ۱۹۸۶ منتشر شده که آخرین جلد آن در مارس ۲۰۱۳ منتشر شد.
بخشی یا تمام این کتاب به زبانهای دیگر مانند ایتالیایی، اسپانیایی، روسی، لهستانی و عربی نیز ترجمه و منتشر شده‌است.

## خلاصه کتاب
کارلهاینز دیشنر در مقدمه‌ای از کتاب که آغاز جلد اول است، هدف خود را نسبت به شروع آنچه ممکن است در اثرش مشاهده نشود توضیح می‌دهد: طرف مشرق مسیحیت، او به این سؤال پاسخ نمی‌دهد و می‌گوید «آدمی بایستی به طرف دیگر نیز گوش فرا دهد» کارلهاینز دیشنر به این ترتیب می‌خواهد عظمت ظهور و شکوفایی مسیحیت را متعادل کند. برای اینکه او نمی‌خواست فقط دربارهٔ ادعاهایی مبنی بر آثار مثبت مسیحیت «آنهم در بعضی موارد» گفته باشد. در عوض، او می‌خواهد ثابت کند که طرفداران آرمان‌های اخلاقی بنیادی نه تنها تا حدی، بلکه کاملاً در آن شکست خورده‌اند.

کارلهاینز دیشنر پیشاپیش انتقادات اصلی اثرش را می‌پذیرد و آنرا ناشی از انتخاب حقایق می‌داند؛ بنابراین انتقادات را به وضوح پاسخ می‌دهد که هدف او تاریخچه کلیساها نیست، بلکه روشن شدن تمام مظاهر مسیحیت است. آنچه در این اثر آمده‌است را نباید با اصطلاحات عام و رایج مانند جنایات یا انسانیت یا افکار و اخلاقیات محوری که در انجیل آمده‌است قیاس کرد.
وی همچنین به دیدگاه محتوایی مسیحیت به اعتبار مذهب بشارت دهنده محبت و صلح انتقاد می‌کند.

## لیست جلدهای کتاب
این کتاب در ده جلد بزرگ می‌باشد، هر جلد حاوی هزار صفحه است، هر جلد یک دوره تاریخ کلیسا را نشان می‌دهد و آخرین جلد از کلیسای تا زمان حال صحبت می‌کند.
- جلد اول «مقدمه و آغاز»
- جلد دوم «عصر قدیم»
- جلد سوم «کلیسای قدیمی»
- جلد چهارم «قرون وسطی»
- جلد پنجم «قرن نهم و دهم»
- جلد ششم «قرن یازدهم و دوازدهم»
- جلد هفتم «قرن سیزدهم و چهاردهم»
- جلد هشتم «قرن پانزدهم و شانزدهم»
- جلد نهم «واسط قرن شانزدهم و آغاز قرن هجدهم»
- جلد دهم «قرن هجدهم تا امروز»[۵][۶]